# Мостки (Солнечногорський район Московської області)
Мостки (рос. Мостки) — присілок у Солнечногорському районі Московської області Російської Федерації.

## Розташування
Мостки входить до складу міського поселення Солнечногорськ, воно розташовано на північ від Солнечногорська, неподалік від рчіки Лутосня, поруч із озером Сенеж. Найближчий населений пункт — Тимоново.

## Населення
Станом на 2010 рік у присілку проживала 1 людина